# Umphakatsi
Umphakatsi (l.mn.: imiphakatsi) – najmniejsza jednostka administracyjna w Królestwie Eswatini. W kraju tym jest 360 imiphakatsi (według innego źródła: 385).